# 櫸樹斑蚜
櫸樹斑蚜（学名：Tinocallis zelkawae）为斑蚜科長斑蚜屬下的一个种。